# الكنيسة الكبيرة (بريدا)
تُعتبَر الكنيسة الكبيرة أو (خْرُوْتَه كِيْرك) أو كنيسة السيدة العذراء أهمّ نُصْب تَذكاريٍّ ومَعْلَمٍ في بريدا. تمَّ بناءُ الكنيسة على الطِّراز القُوطيِّ البرابانتيِّ (نسبة إلى مقاطعة برابانت). يبلغ ارتفاع بُرج الكنيسة 97 متراً. ويأخذ مُخطَّط الكنيسة وهيكلها شكلَ الصليب اللاتيني .

## التاريخ
إن أول كنيسة بُنِيَت بالحجر في مدينة بريدا تعودُ إلى العام 1269م. في عام 1410م، بدأ بناء الكنيسة الكبيرة حتى اكتمل بناؤها في العام 1468م، إلا أنه في العام 1457م انهار البرج القديم وتم بناء البرج الحالي بين عامي 1468 و 1509. ولقد استمروا في البناء حتى عام 1547 عندما تم الانتهاء من الكنيسة بشكلها الحالي.
في عام 1566م وصلت موجات حركة الإصلاح الديني هولندا فلم تَعُدْ الكنيسة الكبيرة كاثوليكية ففي عام 1637، تحولَّت إلى البروتستانتية.
في العام 1694م احترقت قِمَّة البرج، ومن ثمَّ أُعِيدَ بناؤها في العام 1702م. من عام 1843 فصاعداً، تم إجراء العديد من عمليات الترميم، حيثُ تمَّت آخر عملية ترميم كبيرة بي عامي 1993 و 1998.
يعد الأورغن (آلة موسيقيَّة) الموجود في الكنيسة الكبيرة في بريدا أحد أكبر الأورغنات في هولندا. ويعود تاريخُهُ إلى القرن السادس عشر الميلادي. في ذلك الوقت، كان لأورغن الكنيسة 16 صمَّاماً. وقد غُيِّر مكانه عدَّة مرات، ثمَّ استقرَّ في مكانه الحالي من الكنيسة في العام 1712. بعد ترميم الكنيسة بين عامي 1904 و 1956، تمَّ طلب أورغن جديد من شركة DA Flentrop في زاندام شمالي هولندا، وافتُتِحَ في عام 1969. 
في الوقت الحاضر، تستقبل الكنيسة العديد من المناسبات، وتُقام فيها على مدار العام المئات من الأحداث المختلفة في قاعة تتسع لـ 1000 شخص، ناهيك عن أنَّها في وسط المدينة حيث تُعدُّ موقعًا مثاليًا للفعاليات الاجتماعية. بعض المناسبات تتكرَّر سنويًا، وبعضها الآخر يُقام مرَّة واحدة فقط. فعلى سبيل المثال، في العام 2019 أقيم داخل الكنيسة مهرجان عربة الطعام، بالإضافة إلى العديد من الاحتفاليات الأخرى.

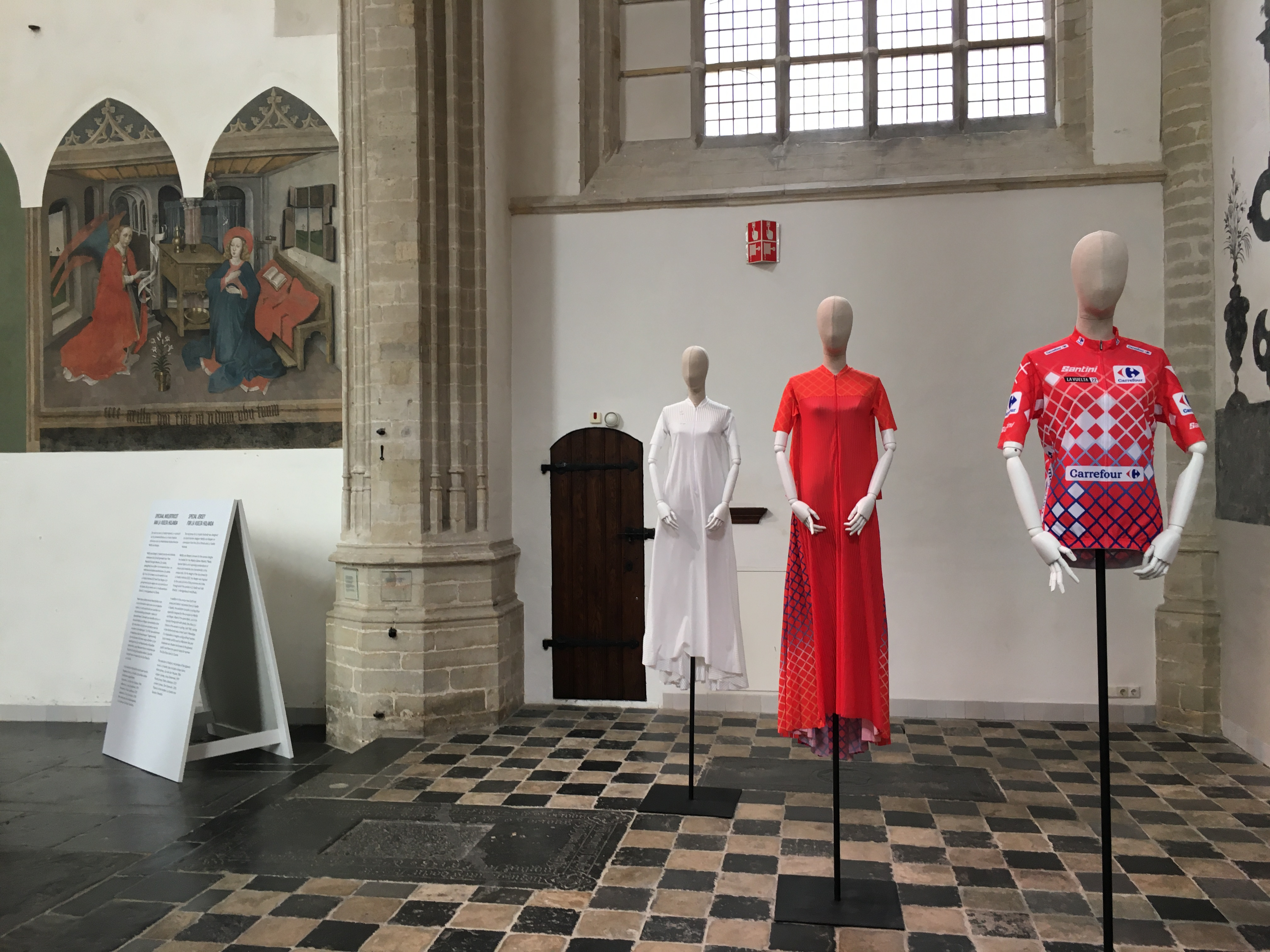
معرض أزياء لراكبة دراجات نسائية داخل معرض هينك ثيونس Henk Theuns تحت اسم: الشغف وركوب الدراجة، في بريدا، 2022

## مصلى الأمير
مُصلَّى الأمراء (Prinsenkapel ) الذي يقع شمال مسرح جوقة الكنيسة هو الضريح القديم لسلالة (Van Nassau-Dillenburg) ناساو الذين هم أسلاف العائلة المالكة الهولندية. عائلة أورانية ناساو (House of Orange-Nassau) .  تم بناء المُصلَّى بأمر من هنري الثالث من ناسو كونت مدينة بريدا، من عام 1520 حتى 1525. وقد ضمَّ هذا المُصلَّى أضرحة سبعة عشر فرداً من أفراد الأسرة.
عندما توفي الأمير ويليام أوف أورانج، كانت الخطة أن يُدفَن بداخل المُصلَّى الذي في الكنيسة، لكن مدينة بريدا في ذلك الوقت كانت تحت احتلال الإسبان. وهذا السبب وراء دفن ويليام أوف أورانج ومعظم نسله في في الكنيسة الجديدة في مدينة دلفت.

### لوحات الرواق
جزء خاص من المُصلَّى يضمُّ لوحاتٍ من عام 1533. وقد تمَّ عمل هذه اللوحات الجدارية بواسطة الرسام الإيطالي توماسو دي أندريا فينسيدور (تلميذ رافائيل).

### الترميم
استغرق ترميم المُصلَّى خمس سنوات. وفي العام 2003، أُعِيدَ فتحه للجمهور. وتم ترميم لوحات الرواق بالكامل، كما أُزِيلتْ جميعُ التعديلات التي طرأت على اللوحات في فترات لاحقة، واستُعِيدَت كما كانت في الأصل.

## روابط خارجية
- موقع Grote Kerk